# Hellraiser (Krokus)
Hellraiser è il quindicesimo album in studio della heavy metal band, Krokus, uscito il 15 settembre 2006 per l'Etichetta discografica AFM Records.

## Tracce
1. Hellraiser (Storace) 3:37
2. Too Wired to Sleep (Castell, Storace) 2:44
3. Hangman (Favez, Storace) 4:06
4. Angel of My Dreams (Castell, Storace) 3:47
5. Fight On (Meyer, Storace) 5:02
6. So Long (Meyer, Storace) 4:30
7. Spirit of the Night (Meyer, Storace) 4:01
8. Midnite Fantasy (Storace) 4:10
9. No Risk No Gain (Favez, Storace) 3:52
10. Turnin' Inside Out (Meyer, Storace) 3:51
11. Take My Love (Favez, Storace) 4:57
12. Justice (Preissel, Storace) 3:46
13. Love Will Survive (Castell, Favez, Storace) 3:37
14. Rocks Off! (Castell, Storace) 3:54

### Traccia Bonus (versione digipack)
- 15.Walking In The Spirit 2:38

### Video Bonus (versione digipack)
1. Hellraiser 3:46 (Live in Hoch-Ybrig nel 2005)
2. Rock City 6:37 (Live in Hoch-Ybrig nel 2005)

## Formazione
- Marc Storace – voce
- Mandy Meyer – chitarra solista
- Tony Castell – basso
- Dominique Favez – chitarra ritmica
- Stefan Schwarzmann – batteria
- Dennis Ward – tastiere